# ル・メリディアン
ル・メリディアン・ホテル&リゾーツ (Le Meridien Hotels&Resorts) は、マリオット・インターナショナルが世界規模で展開する大型ホテルブランド。
運営主体は後述の通り、エールフランス→フォルテ→グラナダ→コンパス・グループ→野村プリンシパル・ファイナンス→スターウッド・ホテル&リゾーツ→マリオットインターナショナルと目まぐるしく変化していった。

## 概要
1972年に「自分の家のような場所をお客様に提供するため」というコンセプトに基づき、航空会社エールフランスによってパリに設立された。
メリディアンブランド第1号のホテルはパリの「メリディアン・エトワール」で、1991年までに全世界で58件のホテルを所有するまでに成長した。なお、ホテル名は高級ホテルにはル・ロイヤル・メリディアン (Le Royal Méridien) の名称が付けられ、中級ホテルがル・メリディアン (Le Méridien) となる。
1994年末にメリディアンはイギリスの大手ホテル運営会社のフォルテに買収されたが、そのフォルテも1996年にグラナダ・グループに買収され、メリディアンもグラナダ・グループの傘下に収められた。その後2000年にはグラナダ・グループとケータリングの国際的企業のコンパス・グループが合併したものの、翌2001年2月には再び2社に分割され、メリディアンはコンパス・グループの傘下へ移行した。さらにメリディアンは2001年7月には野村プリンシパル・ファイナンス株式会社（野村ホールディングスの100%子会社）に買収されたが、しばらくして野村ホールディングスから離れた。その後、株式会社JALホテルズ（現：オークラニッコーホテルマネジメント）と業務提携を行っていたが、メリディアンがスターウッドに買収されたため、2006年4月2日をもってJALホテルズとの業務提携を終了した。

### スターウッド傘下
2005年11月にスターウッドに買収されたが、ブランド名はそのまま残ることになる。日本では台場のホテル・グランパシフィック・メリディアン（現 グランドニッコー東京 台場）、品川駅前のホテルパシフィック東京（現京急EXイン 品川）が存在したが、2008年5月を以てメリディアン/スターウッドとの契約は終了し、以降日本での加盟ホテルは無い。
2016年にスターウッドはマリオット・インターナショナルに買収されたため、ル・メリディアンもマリオットの傘下となっている。

## ホテル所在地の一部
ル・ロイヤルメリディアン
- ドバイ
- アブダビ
- チェンナイ

ル・メリディアン
- パリ
- ミュンヘン
- ハンブルク
- ロンドン
- モンテカルロ
- ニューデリー
- 上海
- 青島
- 重慶
- 香港
- 台北
- バンコク
- チェンマイ
- プーケット
- チェンライ
- シンガポール
- ジャカルタ
- ビバリーヒルズ
- リオデジャネイロ
- ダカール
- シェムリアップ
- ホーチミン